# يان دوغوش
يان دوغوش (1 ديسمبر 1415م - 19 مايو 1480م) هو كان كاهن بولندي ودبلوماسي وجندي، ويُعتبر أول مؤرخ بولندي.

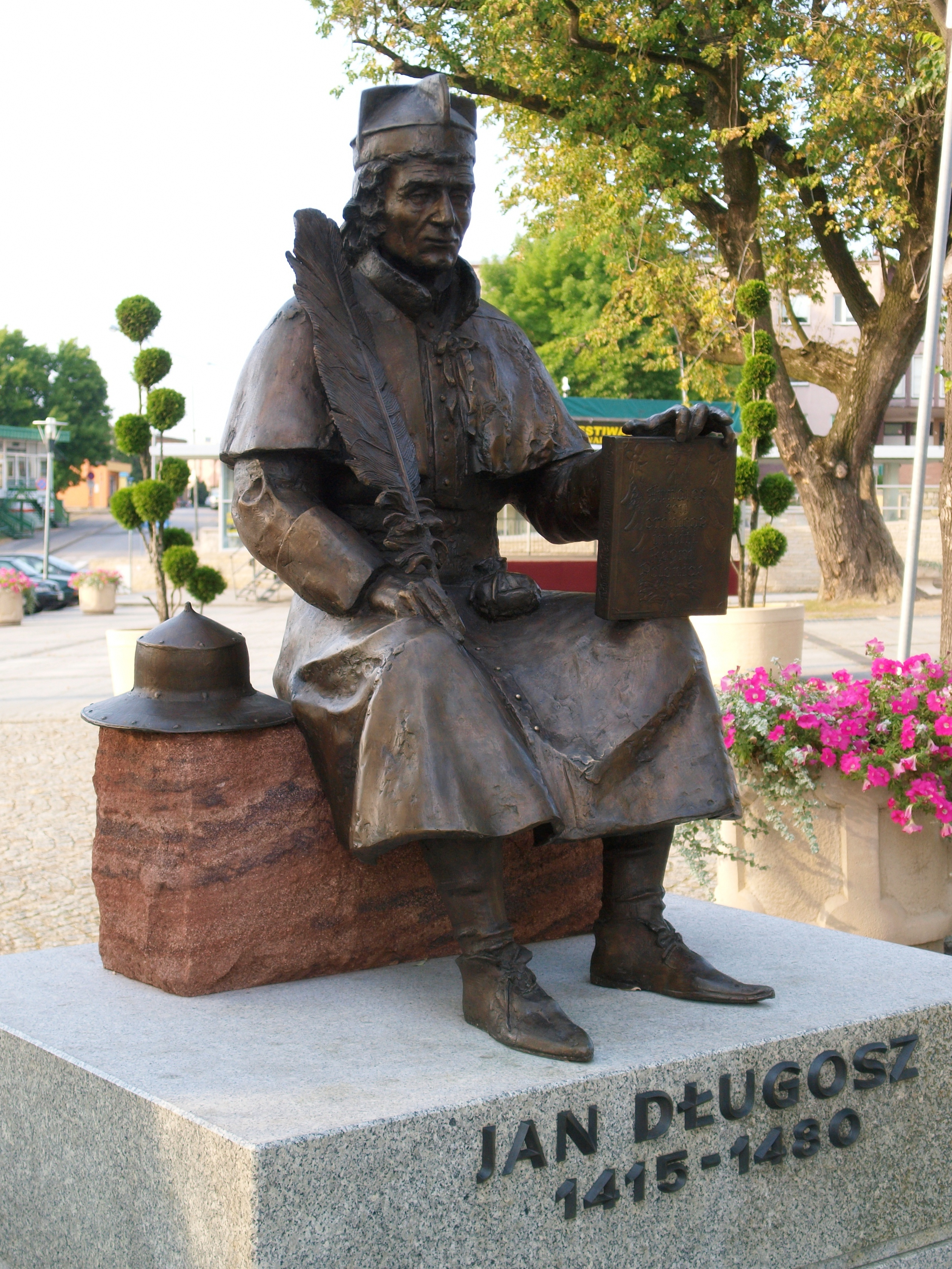
نُصُب تذكاري للكاهن والدپلوماسي والجندي الپولندي «يان دوغوش» في مدينة كلوبوك (Kłobuck) بجنوب پولندا، وهو يُعتبر أول مؤرخ پولندي.
بالغ «يان دوغوش» (1495م - 1480م) في تقديره لعدد العثمانيين المنتصرين في معركة كوسوڤو الثانية بعشرة أضعاف الصليبيين، كي يُبرر تلك الهزيمة النكراء، ولم يوافقه في ذلك أي مؤرخ آخر.